# Sławoszów
Sławoszów  (deutsch Amaliengrund) ist eine Ortschaft in Oberschlesien. Der Ort liegt in der Gmina Głubczyce im Powiat Głubczycki in der Woiwodschaft Oppeln in Polen.

## Geographie

### Geographische Lage
Das Dorf Sławoszów liegt neun  Kilometer nordwestlich der Kreisstadt und des Gemeindesitzes Głubczyce (Leobschütz) sowie 61 Kilometer südwestlich der Woiwodschaftshauptstadt Opole (Oppeln) unmittelbar an der Grenze zu Tschechien. Der Ort liegt in der Nizina Śląska (Schlesische Tiefebene) innerhalb des Płaskowyż Głubczycki (Leobschützer Lößhügelland). Der Ort liegt am östlichen Ausläufer des Zuckmanteler Berglands.

### Ortsteile
Zu Sławoszów gehört der Weiler Dobrogostów (Kolonie Karlsberg).

### Nachbarorte
Nachbarorte von Sławoszów sind im Norden Pomorzowiczki (Alt Wiendorf), im Südosten Tarnkowa  (Trenkau) sowie auf tschechischer Seite im Südwesten Bohušov (Füllstein).

## Geschichte

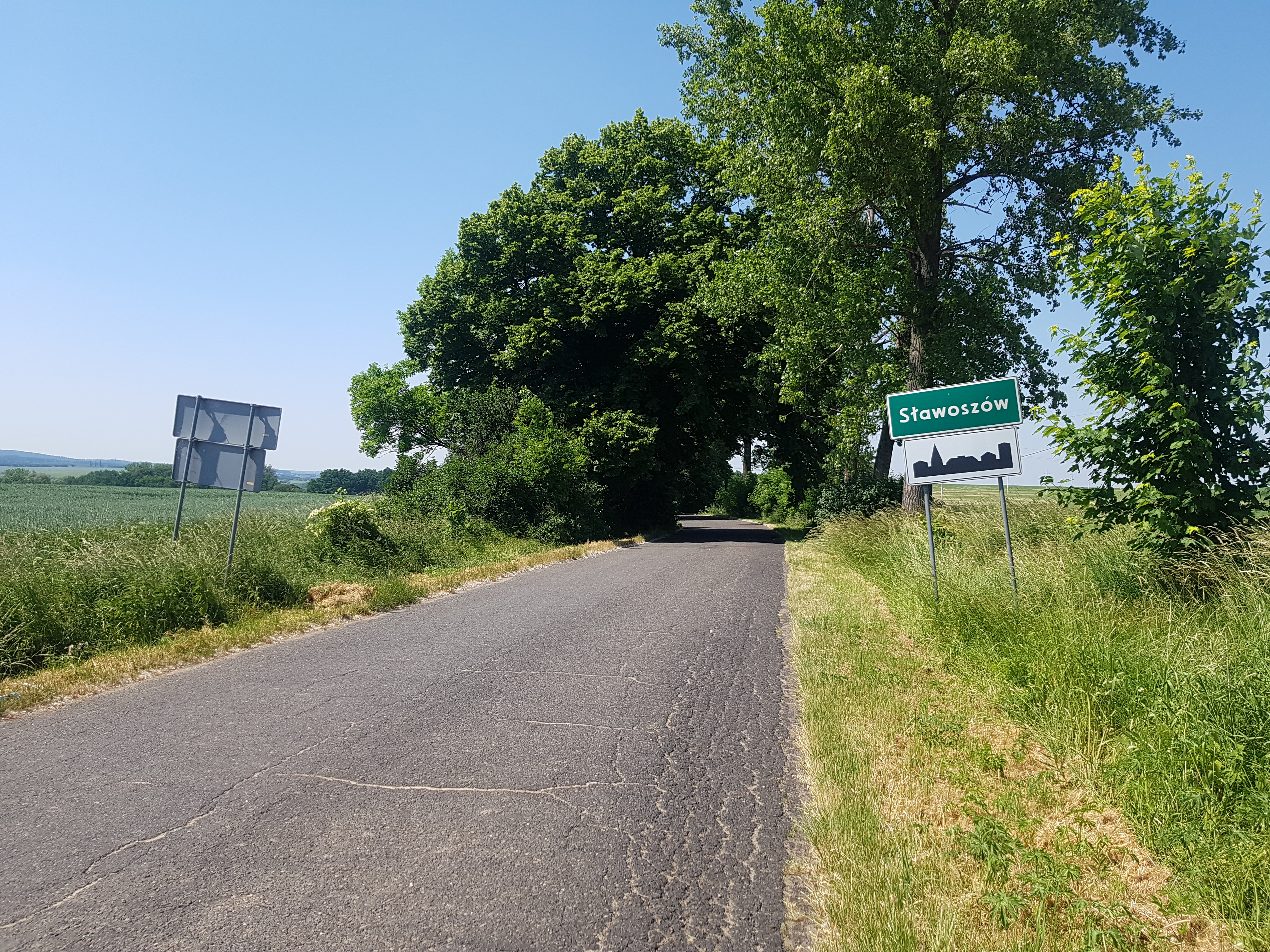
Ortseingang

Der Ort Amaliengrund wurde 1776 als Kolonie an der Poststraße zwischen Leobschütz und Neustadt gegründet.
Nach der Neuorganisation der Provinz Schlesien gehörte die Landgemeinde Amaliengrund ab 1816 zum Landkreis Leobschütz im Regierungsbezirk Oppeln. 1845 bestanden im Dorf 23 Häuser. Im gleichen Jahr lebten in Amaliengrund 113 Menschen, davon war 43 evangelisch. 1861 zählte Amaliengrund 112 Einwohner sowie eine Erbrichterei, 7 Bauern, 21 Gärtner- und 16 Häuslerstellen. 1874 wurde der Amtsbezirk Pommerswitz gegründet, welcher die Landgemeinden Alt Wiendorf, Amaliengrund, Neu Wiendorf, Pommerswitz, Steubendorf und Trenkau und die Gutsbezirken Alt Wiendorf und Pommerswitz umfasste.
Bei der Volksabstimmung in Oberschlesien am 20. März 1921 stimmten in Amaliengrund 266 Personen für einen Verbleib bei Deutschland und 1 für Polen. Amaliengrund verblieb wie der gesamte Stimmkreis Leobschütz beim Deutschen Reich. 1933 zählte der Ort 229 Einwohner, 1939 wiederum 217. Bis 1945 gehörte der Ort zum Landkreis Leobschütz.
Der bisher deutsche Ort kam unter polnische Verwaltung, wurde in Sławoszów umbenannt und der Woiwodschaft Schlesien angeschlossen. 1950 wurde Sławoszów der Woiwodschaft Oppeln zugeteilt. 1999 wurde es Teil des wiedergegründeten Powiat Głubczycki.